# Maurice Henry (militaire)
Pour les articles homonymes, voir Maurice Henry et Henry.
Maurice Henry, né le 21 juillet 1919 à Suresnes et mort le 13 mai 2014 à Paris, est un général de corps d'armée français.
Il s'illustre particulièrement au cours de la Seconde Guerre mondiale au sein du 4e régiment de tirailleurs marocains (4e RTM) lors de la campagne d'Italie (corps expéditionnaire français) et des campagnes de France et d'Allemagne puis au cours de la guerre d'Indochine.
Il est grand-croix de la Légion d'honneur et de l'ordre national du Mérite.

## Biographie
Maurice Henry est admis à Saint-Cyr en 1938 (promotion De la plus grande France), à l’âge de dix-neuf ans.

### La campagne de France
Maurice Henry prend part à la campagne de France à la tête du groupe franc du 21e BI du 110e régiment d'infanterie. Blessé en mai 1940, fait prisonnier sur son lit d’hôpital à Zuydcoote, il réussit à s’évader et rejoint, au Maroc, le 4e régiment de tirailleurs marocains (4e RTM).

### La campagne d’Italie
En permission en France lors de l’invasion de la zone libre, Maurice Henry passe en Espagne où il est interné. Il s'évade pour rejoindre l’Afrique du Nord. Il participe, comme chef de section du 4e RTM, aux campagnes d’Italie, de France et d’Allemagne.
La nuit de Noël 1943, Maurice Henry quitte Taza à la tête d’un renfort de cinquante Français et deux cents Marocains avec lesquels il débarque à Naples le 1er janvier 1944. Il prend, quelques jours plus tard, le commandement d’une section de la 10e compagnie et participe à l’attaque du Belvédère, lancée le 21 janvier 1944. Plusieurs de ses hommes sont blessés par l’artillerie allemande, et lui-même est grièvement atteint par une grenade le 27 janvier 1944 : le mulet devant le porter se débat furieusement et ce sont quatre tirailleurs qui vont porter le brancard dans la montagne.
Le 25 août 1944, le lieutenant Henry embarque pour la Provence.
Blessé deux fois, titulaire de quatre citations, Maurice Henry est fait chevalier de la Légion d’honneur à titre exceptionnel et promu capitaine en mars 1945. Lorsqu’il rejoint son régiment après la capitulation, il apprend par son colonel qu’il avait été promu capitaine en mars 1945. Il prend le commandement de la 11e compagnie du 4e RTM en novembre 1946.

### La guerre d’Indochine (1947-1954)
En 1947, Maurice Henry rejoint l’Indochine avec le bataillon Pothier, puis, toujours capitaine, commande le 2e bataillon de marche d’Extrême-Orient. À la tête de sa compagnie, puis du 2e bataillon de marche d'Extrême-Orient, il est engagé dans les opérations de la zone ouest de Cochinchine. Blessé et quatre fois cité, il est promu officier de la Légion d’honneur. Affecté à Coëtquidan à la suite d’une blessure en 1950, il y commande une compagnie d’élèves-officiers de la promotion Du Garigliano, puis devient adjoint du chef de bataillon Dominique Hubert commandant le bataillon de la promotion De Lattre jusqu’en 1953.
En 1953, jeune chef de bataillon, Maurice Henry est de retour en Indochine où il commande le 3e bataillon du 1er RTM qui opère au Moyen-Laos. Blessé et deux fois cité, il est fait commandeur de la Légion d’honneur en 1955. Après le cessez-le-feu, il sert au 3e bureau de l'état-major du Commandement des Forces Terrestres en Extrême-Orient. Fin 1955, revenu en France, à Saint-Maixent, il passe trois années à la direction des études de l'EAI. Breveté de l'École de Guerre.

### L’Algérie (1960-1962)
En 1960, Maurice Henry est affecté en Algérie au 3e bureau du commandement supérieur puis il prend le commandement du Bureau d'études et liaison (BEL) responsable de la guerre psychologique. Sous son autorité il sera dissous en avril 1961. Il est alors affecté comme chef d’état-major de la zone ouest-oranais et de la 5e division blindée.

### Une longue carrière
Colonel à quarante-trois ans, Maurice Henry prend le commandement, en 1962, du Premier Groupe de Chasseurs Portés, qui va jouer un rôle déterminant dans les expérimentations Massena. De 1964 à 1967 il est Directeur de l'Instruction Militaire des Écoles à Coëtquidan.
Chef d’état-major de la 3e Région Militaire, général de brigade le 1er septembre 1969, il est successivement commandant de la 4e brigade motorisée, chef de la division emploi de l’EMA[réf. souhaitée] et commandant de la 4e division (1973), Il est élevé à la dignité de Grand Officier de la légion d'honneur, le 27 septembre 1974. En mars 1975, il prend le commandement de la 4e Région militaire (soit 40 000 hommes), à la suite du général Marcel Bigeard, et est élevé aux rang et appellation de général de corps d’armée,. En octobre 1976, il devient Inspecteur de l’Infanterie.
En 1979, atteint par la limite d'âge, il passe en deuxième section après 41 ans de vie militaire.
Il occupe alors sa retraite en s'investissent dans la vie associative. Il est notamment président de la Saint-Cyrienne de 1981 à 1987, président de l'amicale des anciens du 4e RTM et  président de l'association des anciens du Corps expéditionnaire français en Italie (CEFI).
Maurice Henry est fait Grand-croix de la Légion d'honneur le 23 avril 2002 par le Président Jacques Chirac.
Il s'est éteint le 13 mai 2014 à Paris.

## Décorations

### Intitulés
- Grand-croix de la Légion d'honneur (2002)
- Grand-croix de l'ordre national du Mérite
- Croix de guerre 1939–1945 avec 4 citations
- Croix de guerre des Théâtres d'opérations extérieurs avec 7 citations
- Croix de la Valeur militaire avec une citation
- Médaille coloniale
- Médaille commémorative française de la guerre 1939–1945
- Médaille commémorative de la campagne d'Italie (1943–1944)
- Médaille commémorative de la campagne d'Indochine
- Médaille commémorative des opérations de sécurité et de maintien de l'ordre en Afrique du Nord
- Insigne des blessés militaires avec 5 étoiles
- Médaille des évadés
- Ordre du Mérite militaire chérifien
- Ordre du Million d’Éléphants et du Parasol blanc (Laos)

### Placard
|  |  |  |
|  |  |  |
|  |  |  |
|  |  |  |
|  |  |  |

## Publications
- Jean Verhaeghe, co-auteurs : Maurice Henry et Pierre Daillier, Le 4e R.T.M. Histoire d'un régiment de Tirailleurs marocains (1920-1964), Service historique de l'armée de Terre, 1989.
- Pierre Dailler et Maurice Henry, Les Bataillons de Marche en Indochine (1947-1954), le 4e RTM, Service historique de l'armée de Terre, 1990.